# Jagelló Borbála (II. Zsigmond Ágost lánya)
Jagelló Borbála vagy Barbara (Varsó, 1571. szeptember 8. – 1615. június 5. után), lengyelül: Barbara Woroniecka/Jagiellonka, litvánul: Barbora Jogailaitė, miután az anyja feleségül ment Michał Woroniecki volhíniai herceghez, a mostohaapja örökbe fogadta, és felvette a Barbara Woroniecka nevet. Anyja házassága révén hercegnői címet kapott. II. Zsigmond Ágost lengyel király és litván nagyherceg természetes lánya. A lengyel király és Barbara Gizanka úrnő titkos kapcsolatából született. A Jagelló-ház lengyel királyi ágának törvényesített és utolsó tagja.

## Élete
II. Zsigmond Ágost lengyel királynak és litván nagyhercegnek Barbara Gizanka (Barbara Gizawka/Giżycka) úrnővel folytatott házasságon kívüli viszonyából származó lánya. II. Zsigmond Ágostnak egyik házasságából, sőt egyetlen korábbi ágyasától sem született gyermeke, így nagy öröm volt számára, hogy 1571. szeptember 8-án a legújabb ágyasától egészséges gyermeke született Varsóban, hiszen már a válását tervezte harmadik feleségétől, Habsburg Katalintól, hogy feleségül vehesse Barbara úrnőt, és végre fiú trónörököse születhessen, és bár Katalin királyné 1572. március 9-én meghalt Linzben, azonban a király már nem tudta beteljesíteni a nagy álmát, mert Jagelló Borbála özvegyen maradt édesapja pár hónappal a felesége után, 1572. július 7-én elhunyt. Jagelló Borbála édesanyja 1573-ban július 14-e előtt feleségül ment Michał Woroniecki volhíniai herceghez, aki örökbe fogadta a kis Borbálát, és így az ifjabb Borbála felvette a mostohaapja családnevét, és hercegnői címet kapott. Borbálának hat féltestvére született ebből a házasságból. Jagelló Borbála 1593. december 6. előtt feleségül ment Jakub Zawadzki lengyel nemeshez.
Borbála 1615. június 5-e után hunyt el.